# Tunnel de lave lunaire

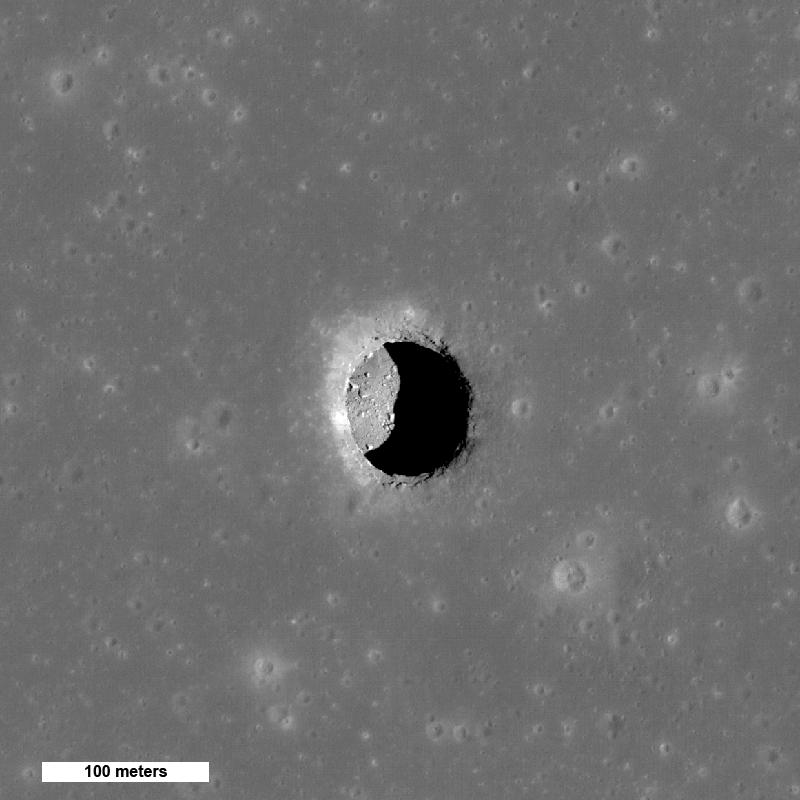
Un cratère de fosse lunaire de 100 mètres de profondeur qui pourrait donner accès à un tube de lave.

Les tunnels de lave lunaires sont d'anciens canaux souterrains de la Lune, qui se seraient formés dans le dernier stade d'un écoulement de lave basaltique.

## Formation
Lorsque la lave de la surface d'un tunnel de lave refroidit, elle durcit et forme une conduite dans laquelle le flux continue de s'écouler. Quand le niveau de lave finit par baisser, il subsiste un tunnel.
Ces tunnels se forment sur des pentes ayant un angle de 0,4° à 6,5°. Ils peuvent avoir un diamètre de plus de 500 m. Avec un diamètre plus important, les scientifiques pensent qu'ils deviennent trop instables et s'effondrent en raison de la gravité. Les tunnels de lave peuvent également être dégradés par des événements sismiques ou des impacts de météorites. 
Un tunnel de lave peut être révélé par l'existence d'une « lucarne », un trou circulaire de la surface résultant de effondrement du toit du tunnel qui peut être observé, par exemple, par les orbiteurs lunaires,.
La faible gravité de la Lune permet à ses tunnels de lave d'être en principe plus grands que sur Terre, ne s'effondrant pas aussi facilement sous leur propre poids et la roche lunaire n'a pas à subir les mêmes altérations et la même érosion. Des recherches menées en 2015 suggèrent que des tunnels de 5 km de large sont envisageables.

## Observations

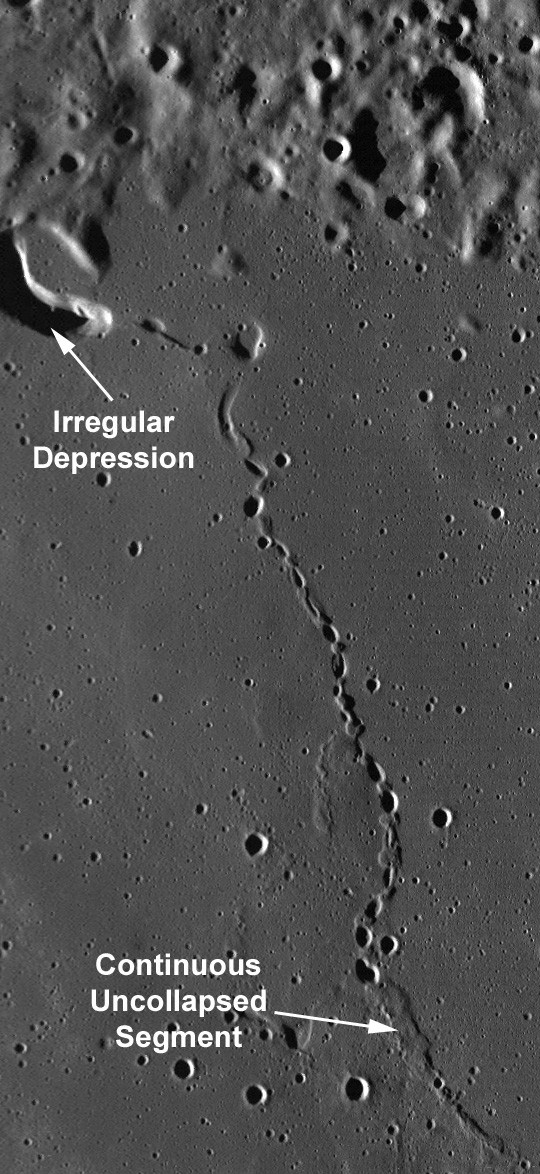
Une chaîne sinueuse de 50 km de long de fosses d'effondrement se transforme en un segment continu non effondré d'un tunnel de lave lunaire.

Une zone susceptible d'abriter un tunnel de lave est la région des collines Marius (14°4′20.83″N 56°44′57.49″W / 14.0724528°N 56.7493028°W). En 2008, l'existence probable d'un second tunnel de lave dans cette zone est révélée par le vaisseau spatial japonais Kaguya. Le puits est photographié plus en détail en 2011 par le Lunar Reconnaissance Orbiter (LRO) de la NASA. Les nouvelles images montrent à la fois la fosse de 65 mètres de large et le sol de la fosse situé environ 36 mètres plus bas,.
Le Mont Hadley pourrait être un canal de lave dont certaines parties se seraient effondrées. Des tunnels pourraient également être présents dans la Mer de la Sérénité,,,.    
Le LRO a photographié plus de 200 puits qui semblent correspondre à des tunnels de lave ou des cavernes souterraines, d'une largeur comprise entre 5 m et plus de 900 m,. 
L'orbiteur Chandrayaan-1 de l'ISRO a observé une crevasse lunaire formée par une ancienne coulée de lave lunaire avec un segment non effondré suggérant la présence d'un tunnel de lave près de l'équateur lunaire, de 2 km de longueur et 360 m de largeur,.  
Les observations gravimétriques du vaisseau GRAIL suggèrent la présence de tunnels de lave lunaires d'une largeur supérieure à 1 km. En supposant un rapport largeur/hauteur de 3:1, une telle structure peut rester stable avec un plafond de 2 m d’épaisseur.

## Exploration
Plusieurs propositions d'exploration des tunnels de lave lunaires et martiens grâce à des missions robotiques ont été faites,.  
La mission Moon Diver propose d'envoyer une astromobile tout terrain à deux roues AXEL, développé au Jet Propulsion Laboratory de la NASA, dans une fosse lunaire afin d'étudier l'histoire de la mer lunaire et des éruptions de basalte.
En 2019, l'Agence spatiale européenne lance un programme de recherche de solutions pour détecter, cartographier et explorer les grottes lunaires. Un des points étudiés est de pallier l'absence d'accès à l'énergie solaire dans d'une grotte, et les possibilités de communication avec des robots, notamment par un couplage des robots à l’intérieur et d'un robot extérieur équipé de panneaux solaires. Celui-ci enverrait de l'énergie aux robots par transmission sans fil par le biais d'une grue et transmettrait de la même manière des données.

## Sites pour des habitats humains
Les tunnels de lave lunaires pourraient être utilisés pour la construction d'habitats humains sur la Lune,,. Des tunnels de plus de 300 m de diamètre peuvent exister, sous 40 m ou plus de basalte, avec une température stable de −20 °C. Ces tunnels assurent une protection contre le rayonnement cosmique, le rayonnement solaire, les météorites, les micrométéorites et les éjectas d'impacts. Ils sont isolés des variations extrêmes de température sur la surface lunaire et pourraient procurer un environnement stable aux habitants.
Les tunnels de lave lunaires suivent généralement les limites entre les mers lunaires et les régions des hautes terres. Cela permettrait un accès facile aux régions élevées, pour les communications, ainsi qu'aux plaines basaltiques, comme sites de débarquement, la récolte des régolithes et les ressources minérales souterraines. 